# HC Thurgau
HC Thurgau – szwajcarski klub hokeja na lodzie z siedzibą w Weinfelden (kanton Turgowia).

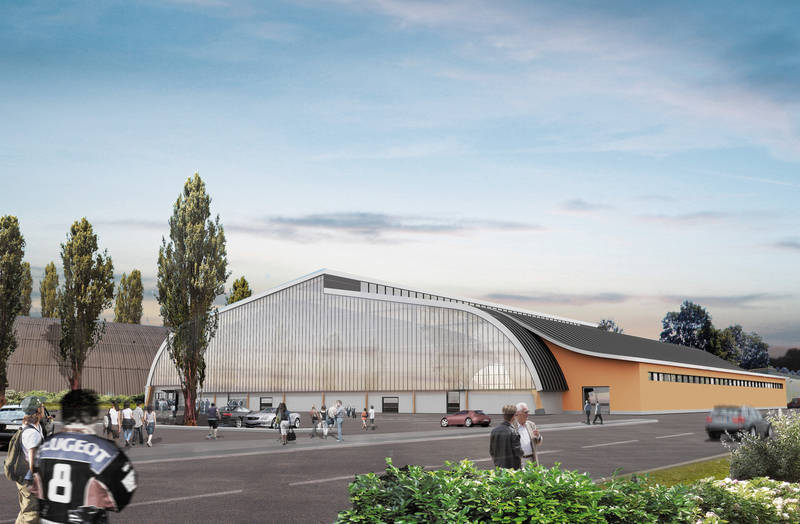
Lodowisko klubu

## Historia
Nazwy klubu
- HC Thurgau (1989–2014)
- Hockey Thurgau (2014–2017)
- HC Thurgau (2017–)